# Boje o Palagružu
Boje o Palagružské ostrovy byla série střetnutí mezi Rakouskem-Uherskem a Itálií během 1. světové války o ostrovy Malá a Velká Palagruža.

## Italský útok
Rakousko-uherské válečné námořnictvo zde udržovalo malou posádku k obsluze zdejšího majáku. Po vstupu Itálie do války na straně Dohody v roce 1915 se italské námořnictvo rozhodlo ostrovy obsadit a zbudovat zde signální stanici. Dne 10. července 1915 vyjel z přístavu Brindisi útočný svaz (křižník Quatro, 4 torpédovky a výsadkové lodě). Druhý den ráno přirazil ke břehu Velké Palagruži pomocný křižník Cittá di Palermo, který vylodil italské jednotky. Mezitím diverzní skupina z torpédoborců Magora a Bisson přerušila na ostrově Lastovo kabel vedoucí na Palagružu. Italové na ostrově vysadili 94 mužů, dvě 70mm děla, několik těžkých kulometů a další výstroj. Ostrov byl opevněn a z místní kaple se stala radiostanice. Všech 6 rakouských vojáků padlo do zajetí. Pro větší zabezpečení začala kolem ostrova hlídkovat vždy nějaká dohodová ponorka.

## První rakouský pokus o dobytí

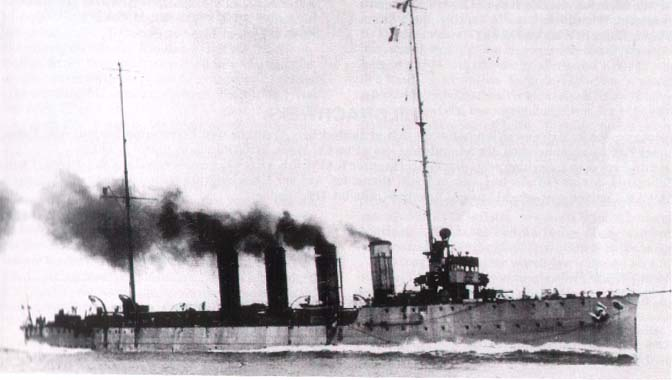
SMS Helgoland

Rakušané se o dobytí ostrova dozvěděli 13. července, kdy hydroplán L 51 provedl letecký průzkum. Poté, co potvrdil italskou přítomnost, zahájil torpédoborec SMS Tátra palbu, která ale nezpůsobila větší škody. Tátra se po chvíli stáhla zpět, neboť byl objeven periskop nepřátelské ponorky.
Pokus o znovudobytí započal 27. července, kdy z Šibeniku vyrazil rakouský svaz (lehké křižníky SMS Helgoland a SMS Saida, torpédoborce SMS Csepel, SMS Tátra, SMS Triglav, SMS Lika, SMS Balaton a SMS Orjen a 11 torpédovek). Svaz prvně zamířil k italskému přístavu Vieste, kde Helgoland zničil radiostanici (čímž na chvíli přerušil spojení s Palagružou). Až poté nabral kurz k Palagruže. Rakouský výsadek čítal 108 mužů pod velením Linienschiffleutnanta (poručíka řadové lodě) Heinricha Bayera von Bayersburg. V průběhu výsadku došlo k torpédovému útoku francouzské ponorky Ampére na torpédoborec Balaton. Torpédo svůj cíl nenašlo a Ampére byla zahnána rakouskými torpédovkami. Když se výsadek přiblížil ke břehu, začali dobře ukrytí Italové pálit. Rakušané postupovali pod těžkou palbou vpřed, avšak záhy byli zastaveni dobře organizovanou obranou nepřítele. Nakonec byl výsadek nucen se stáhnout a celý svaz se vrátil do Šibeniku. Cestou zpět byl křižník Helgoland napaden ponorkou, ale nebyl zasažen a tak se svaz v celku vrátil na základnu.

## Druhý rakouský pokus o dobytí
Dne 16. srpna vyplul druhý rakouský svaz (křižníky SMS Helgoland a SMS Saida, torpédoborce SMS Orjen, SMS Velebit, SMS Dinara a další a 9 torpédovek) pět ze Šibeniku. K ostrovu připlul druhý den ráno. Úvodní výkop obstaral palbou svých 100mm děl Helgoland. Poté se k němu přidala i Saida a torpédoborce. Skoro veškeré vybavení na ostrově bylo zničeno, avšak Italové se ukryli v jeskyních (zemřeli jen 4 a 1 byl těžce raněn), Po skončení bombardování ostrova neměli Rakušané po předchozí zkušenosti odvahu k vylodění a tak svaz spokojeně odplul domů.

## Třetí rakouský pokus o dobytí
Kvůli zkáze veškerého zařízení na ostrově se Italové 18. srpna stáhli. O tom ale Rakušané neměli potuchy, a proto 8. září vyplula již třetí rakouská výprava na Palagružu. Dne 9. září zahájil (opět) Helgoland palbu. Po vzdušném průzkumu (L 58) bylo zjištěno, že ostrov je opuštěn. Proto byl zformován na torpédoborci Dinara průzkumný oddíl, který s konečnou platností potvrdil liduprázdnost ostrova. Poté se lodě vrátily na základnu. Cestou zpět byla těžce poškozena francouzskou ponorkou Papin torpédovka Tb.51. Palagružské ostrovy zůstaly až do konce války neobsazeny.